# Санта Луче
Санта Луче (на италиански: Santa Luce) е град и община в Италия, в региона Тоскана, провинция Пиза. Населението му е около 1500 души (2007).